# Cicindela marginipennis
Cicindela marginipennis é uma espécie de escaravelho da família Cicindelidae.
É endêmica da América do Norte, encontrada principalmente nos EUA, e também no Canadá.

## Descrição
Os adultos de C. marginipennis têm 11–14 mm de comprimento e, como todos os besouros-tigre, têm grandes mandíbulas usadas para capturar suas presas. Os adultos têm uma borda estreita e contínua de cor creme ao longo dos élitros e um abdome vermelho-alaranjado brilhante (lados dorsal e ventral), que é claramente visível durante o vôo.

## Habitat
Esta espécie é encontrada em zonas úmidas, entre pedras e cascalho, às vezes misturada com areia em ilhas com vegetação esparsa e bordas de pequenos a médios riachos a rios maiores. 
Tanto os adultos quanto as larvas são predadores, principalmente de pequenos artrópodes. Os adultos são predadores ativos de caça visual, em busca de pequenos artrópodes à beira d'água. As larvas são predadores de sentar e esperar, encontrados em tocas rasas nos mesmos microhabitats que os adultos e, aparentemente, têm um período de desenvolvimento de dois anos na maioria das áreas. As larvas tampam suas tocas em setembro, antes do inverno.

## Conservação
Esta espécie é significativamente impactada pela construção de barragens, canalização de rios e perturbações humanas nos processos naturais de seu habitat ribeirinho. As flutuações do nível da água causadas por fatores naturais e humanos podem aumentar a mortalidade e eliminar populações. A invasão de seu habitat para ocupação humana, efluentes agrícolas e atividade de veículos em locais acessíveis são ameaças aparentes.
C. marginipennis requer um habitat muito específico (grandes ilhas arborizadas em grandes rios com extensos habitats de paralelepípedos e habitats estruturados de forma semelhante nas margens de um lago) para sua sobrevivência, tornando esta espécie extremamente vulnerável à perda ou alteração de habitat.